# Helga Jace
La Dra. Helga Jace es una personaje ficticia del Universo DC Comics. Ella es un personaje secundario de los Outsiders y fue la científica responsable de darle a la Princesa Tara/Terra y a su hermano mayor, el Príncipe Brion/Geo-Fuerza, sus poderes de control de la Tierra.
Helga Jace ha aparecido en la serie de televisión animada Young Justice, con la voz de Grey DeLisle, y en la serie de televisión de acción real Black Lightning, interpretada por Jennifer Riker.

## Historial de publicaciones
Creada por Mike W. Barr y Jim Aparo, Helga Jace apareció por primera vez en Batman and the Outsiders #1 (1983) como una aliada de los Outsiders.
En la historia de Millennium, escrita por Steve Englehart, se reveló que Jace era una villana con sus propios planes.

## Biografía ficticia
La Dra. Helga Jace era una científica y genetista de Markovia que trabajaba directamente para la Familia Real. Después de la muerte del rey Viktor, estalló un movimiento revolucionario. Ella usó su habilidad científica para activar los metagenes del príncipe Brion Markov y la princesa Terra para darles poderes.
Una vez completado el proceso, ella fue secuestrada por fuerzas invasoras. Las fuerzas estaban dirigidas por el Baron Bedlam. Más tarde fue rescatada por Metamorfo de los Outsiders, quien esperaba poder ayudar con su curación. Jace estuvo de acuerdo después de enterarse de que Brion no estaba muerto.
Ella también ayudó a Rex Metamorfo a reunirse con su amor perdido, Sapphire Stagg. Sin embargo, su padre Simon Stagg atacó y mató a Metamorfo.
Ella viajó a Egipto con los Outsiders donde revivió a Metamorfo con el meteoro que lo transformó por primera vez.La segunda exposición dejó a Rex transformado permanentemente en Metamorfo, y Jace ya no tenía los medios para curarlo.
Más tarde, Jace ayudó a Halo a recuperar su memoria perdida utilizando equipos del destruido Satélite de la Liga de la Justicia.
Durante la historia de "Millennium", se reveló que Jace estaba trabajando para los Manhunters. Usando un chip psíquico en el cerebro de Metamorpho, Jace tomó el control de él y le hizo atacar a los Outsiders antes de llevarlos a su laboratorio. Después de escapar del laboratorio, Looker engañó a Metamorfo para que atacara a Jace. Cuando Jace usó un arma en Metamorfo, provocó una oleada que los mató a ambos.
En el reinicio de "DC Rebirth", Helga Jace es una astrofísica de Markovia que trabaja bajo presión para la organización Kobra. Katana vino a Markovia para rescatarla de Lady Eve.El Rey Kobra interroga a Jace mientras Katana planea rescatarla.Más tarde, el Rey Kobra le muestra a Jace los poderes de la chica en coma que estaba observando.El Rey Kobra revela que atrapó un Aurakle mientras planea convertirlo en un arma. Antes de regresar al centro de mando de la nave, el Rey Kobra deja esta tarea a Jace. Durante la pelea del Escuadrón Suicida con las fuerzas del Rey Kobra, Katana y Enchantress descubren que el Rey Kobra hizo que Jace fusionara a Violet Harper con el Aurakle mientras el Rey Kobra activa el implante en el cuello de Violet solo para que Violet lo arranque mientras Aurakle gana el control del cuerpo de Violet.Mientras el Rey Kobra, Katana y Enchantress luchan contra Violet, que ahora es un recipiente para los Aurakles bajo el nombre de Halo, Jace huye de la batalla y se topa con Harley Quinn y los otros miembros del Escuadrón Suicida mientras se dirigen en dirección a la sala de máquinas. Cuando están en tierra, Jace y el Príncipe Brion Markov ven a Katana escapar con Halo.
En la secuela de Watchmen, Doomsday Clock, Helga Jace se encuentra entre las personas que revelan la teoría de Superman.

## En otros medios
- Helga Jace aparece en Black Lightning, interpretada por Jennifer Riker.[14]Esta versión es una científica loca que creó el suero antienvejecimiento de Tobias Whale y anteriormente fue encarcelada por sus experimentos ilegales. En el presente, durante la segunda temporada, se ve obligada a ayudar a Lynn Stewart y al A.S.A. a tratar a niños metahumanos colocados en cápsulas de estasis antes de que Todd Green la libere en nombre de Whale para ayudarlo a robar las cápsulas, así como las que contienen a los Maestros del Desastre. Jace finalmente es capturada por el subjefe Henderson y puesta bajo custodia del Departamento de Policía de Freeland, aunque es rescatada por un cazarrecompensas que se teletransporta llamado Instant y la lleva a Markovia. A lo largo de la tercera temporada, Jace trabaja para estabilizar a los metahumanos de Markovia hasta que ella es extraída por un equipo liderado por Black Lightning y luego asesinada por el comandante Carson Williams.
- Helga Jace aparece en Young Justice, con la voz de Grey DeLisle.[15]Esta versión es una protegida de Ultra-Humanidad, miembro de la Luz y médico personal de la familia real de Markovia. Mientras participaba en la red de tráfico de metahumanos de Baron Bedlam, contribuyó a la transformación de Tara y Brion Markov en metahumanos, a la desaparición de la primera y a la eutanasia de Gabrielle Daou, quien se convertiría en Violet Harper/Halo. Usando su vínculo con Brion, Jace viaja a los Estados Unidos con él para infiltrarse en el equipo de Nightwing con el pretexto de velar por él, y más tarde por Victor Stone y la rescatada Tara mientras informa en secreto a Ultra-Humanidad. Para promover sus objetivos, ella entabla una relación con Black Lightning, contribuye a que capture a Halo por la Abuela Bondad y, finalmente, se convierte en consejera de Brion después de que este derroca a su hermano Gregor Markov como rey de Markovia.[16][17][18]